# Univers observable

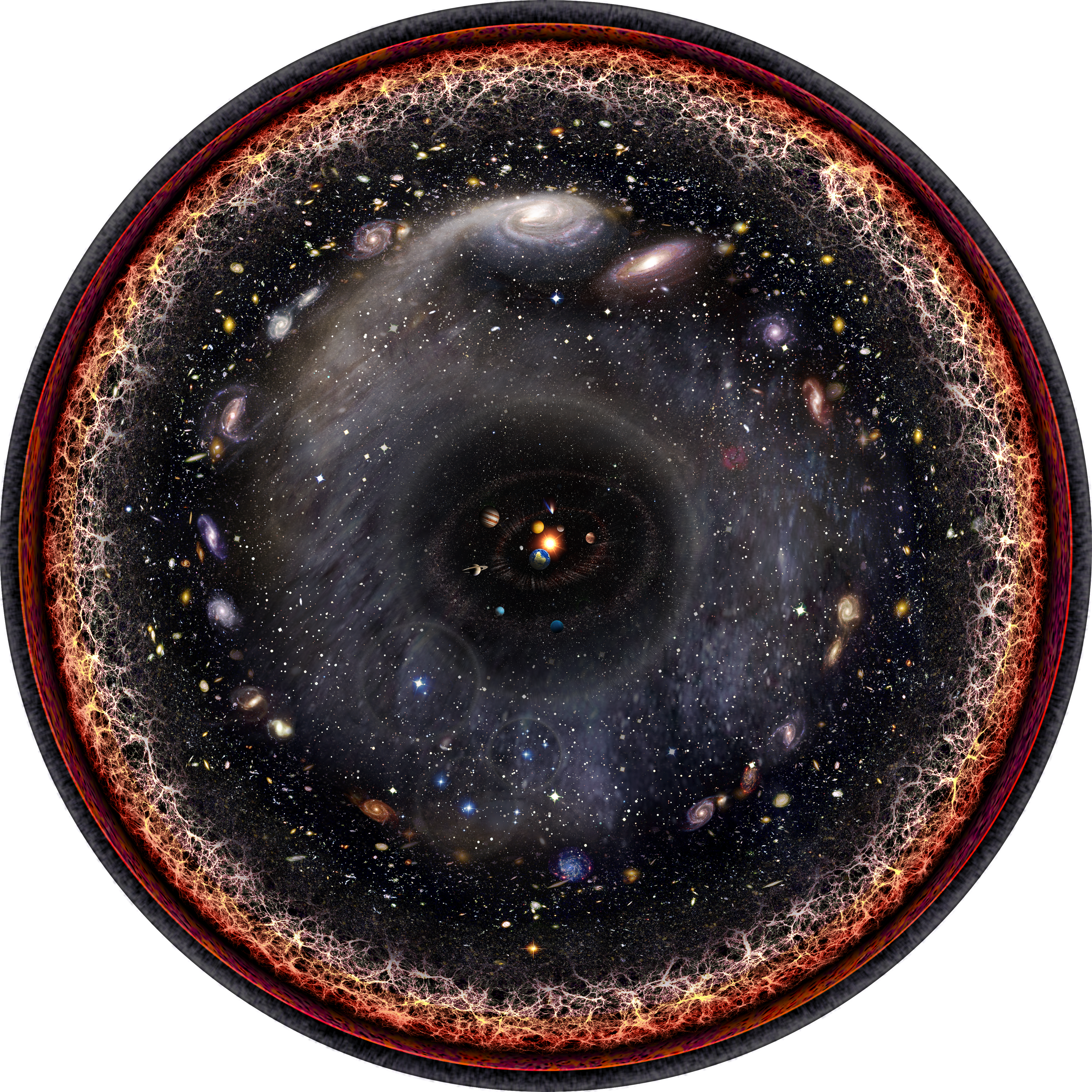
Representació artística de l'univers observable en escala logarítmica, amb el Sistema Solar al centre fins al plasma invisible del big-bang a la vora, passant pel cinturó de Kuiper, Alfa Centauri, les galàxies properes i la radiació de fons de microones

L'univers observable està format per les galàxies i altra matèria que, en principi, es poden observar en el temps present des de la Terra perquè la llum (i altres senyals) provinents d'aquests objectes han tingut temps d'arribar a la Terra des del començament de l'expansió de l'univers. Assumint que l'univers és isotròpic, la distància a la fi de l'univers observable és aproximadament la mateixa en totes les direccions. Això vol dir que l'univers observable és una bola de volum esfèric centrat en l'observador, sense tenir en compte la forma de l'univers com a totalitat. Cada localització de l'univers té el seu propi univers observable, que pot o no sobreposar-se a l'univers centrat a la Terra.

## Aproximació
L'univers observable o horitzó cosmològic constituïx la part visible de l'univers total, sembla tenir un espaitemps geomètricament pla, contenint una densitat massa-energia equivalent de 9,9 × 10−30 grams per centímetre cúbic. Els constituents primaris semblen consistir en 73% d'energia fosca, 23% de matèria fosca freda i un 4% d'àtoms. Així, la densitat dels àtoms està en l'ordre del nucli d'hidrogen senzill per a cada quatre metres cúbics. La naturalesa exacta de l'energia fosca i la matèria fosca freda continuen sent un misteri. Actualment, s'especula que el neutrí (partícula molt abundant en l'univers) tingui, encara que mínima, una massa, cosa que significaria, de ser comprovat, que l'energia i la matèria fosca no existeixen.
L'univers observable (o visible), que consisteix en totes les localitzacions que podien haver afectat des del big-bang donada la velocitat de la llum finita, és certament finit. La distància comòbil a l'extrem de l'univers visible és sobre 46.500 milions d'anys llum en totes les direccions des de la Terra, així l'univers visible es pot considerar com una esfera perfecta amb la Terra en el centre i un diàmetre d'uns 93.000 milions d'anys llum. Cal notar que moltes fonts han publicat una àmplia varietat de xifres incorrectes per a la grandària de l'univers visible, des de 13.700 fins a 180.000 milions d'anys llum.
La paraula observable usada en aquest sentit no depèn en si la tecnologia moderna permet la detecció de radiació d'un objecte en aquesta regió (o, de fet, si hi ha radiació a detectar). Només indica que és possible en principi que la llum i altres senyals provinents d'un objecte arribin a l'observador situat a la Terra. En la pràctica, podem veure la llum només des del temps del dissociació del fotó en l'època de la recombinació. Això és quan les partícules pogueren per primera vegada emetre fotons que no foren ràpidament reabsorbits per altres partícules. Abans d'això, l'univers estava ple d'un plasma opac amb fotons.
La darrera superfície de dispersió és el conjunt de punts de l'espai a la distància exacta en què el fotons del temps de la dissociació tot just ens arriben. Aquest són els fotons que detectem avui en dia com a radiació còsmica de fons. No obstant això, amb tecnologies futures, seria possible observar l'encara més antic fons còsmic de neutrins, o fins i tot els esdeveniments més distants amb ones gravitatòries (les quals també es mourien a la velocitat de la llum). Algunes vegades els astrofísics distingeixen entre l'univers visible, el qual inclou els senyals des del començament de l'expansió cosmològica (el big-bang de la cosmologia tradicional, la fi de l'època inflacionària en la cosmologia moderna). Segons alguns càlculs, la distància comòbil a particules de la radiació còsmica de fons, la qual representa el radi de l'univers visible, és d'uns 14.000 milions de parsecs (al voltant de 45.700 milions d'anys llum), mentre la distància comòbil a la fi de l'univers observable és d'uns 14.300 milions de parsecs (sobre els 46.600 milions d'anys llum), un 2% més gran.
La millor estimació de l'edat de l'univers fins al 2013 és de 13.798 ± 0.037 milions d'anys, però a causa de l'expansió de l'univers estem observant objectes que estigueren originàriament més a prop, però que actualment estan considerablement més lluny (com es defineix en termes de distància cosmològica, que és igual a la distància comòbil del moment present) que a una distància estàtica de 13.800 milions d'anys llum. El diàmetre de l'univers observable s'estima en 28.000 milions de parsecs (93.000 milions d'anys llum) i es posa la fi de l'univers observable a uns 46–47 mil milions d'anys llum.

## L'univers i l'univers observable
Algunes parts de l'univers poden estar senzillament massa lluny perquè la llum emesa des d'allà en el moment del big-bang hagi tingut prou temps com per arribar a la Terra; per tant, aquestes parts de l'univers estarien ara per ara fora de l'univers observable. En un futur, la llum de galàxies distants haurà tingut més temps per a viatjar, i per això regions que actualment no són observables seran observables. Això no obstant, a causa de la constant de Hubble, les regions prou distants de nosaltres s'expandeixen allunyant-se de nosaltres molt més ràpidament que la velocitat de la llum (la relativitat especial no permet que objectes propers de la mateixa regió local es moguin més veloces que la velocitat de la llum entre l'un i l'altre, però no hi ha aquesta restricció per als objectes llunyans quan l'espai que els separa s'està expandint), i l'índex d'expansió sembla accelerar-se a causa de l'energia fosca. Assumint que l'energia fosca es manté constant (una constant cosmològica invariable), de manera que l'índex d'expansió de l'univers continua accelerant-se, hi ha un límit de visibilitat futur més enllà del qual els objectes no entrarien mai en el nostre univers observable, perquè la llum emesa pels objectes situats més enllà d'aquest límit no ens arribaria mai. Un matís seria que, com que el paràmetre de Hubble disminueix amb el temps, podria haver-hi casos en què una galàxia que s'allunyés de nosaltres només una mica més de pressa que la llum emetria un senyal que ens arribaria de mica en mica. Aquesta visibilitat futura s'ha calculat a una distància comòbil de 19.000 milions de parsecs (62.000 milions d'anys llum), assumint que l'univers seguirà expandint-se per sempre, la qual cosa implica que el nombre de galàxies que podríem observar teòricament en el futur infinit (deixant a part la qüestió que algunes podrien ser impossibles d'observar en la pràctica a causa de la desviació cap al roig) seria només més gran que l'univers actualment observable en un factor de 2,36.
Encara que en principi hi haurà més galàxies observables en un futur, en la pràctica un nombre creixent de galàxies tindran un desplaçament cap al roig extrem a causa de l'expansió; tant és així que semblaran desaparèixer de la vista i tornar-se invisibles. Una observació addicional és que considerarem que una galàxia a una distància comòbil determinada es troba dintre de l'univers observable si podem rebre senyals emesos per la galàxia en qualsevol època de la seva història passada (és a dir, un senyal enviat per la galàxia tan sols 500 milions d'anys després del big-bang), però a causa de l'expansió de l'univers, podria haver-hi alguna edat posterior a la qual el senyal enviat de la mateixa galàxia mai arribaria a nosaltres en cap punt de l'infinit futur (per això, per exemple, no podríem mai veure com era la galàxia 10.000 milions d'anys després del big-bang), fins i tot si romangués a la mateixa distància comòbil (la distància comòbil es defineix com a constant en el temps —a diferència de la distància pròpia, la qual s'usa per a definir la velocitat de recessió a causa de l'expansió de l'espai), el qual és menor que el radi comòbil de l'univers observable. Aquest fet es pot usar per a definir un tipus d'horitzó d'esdeveniments còsmic en el qual la distància de nosaltres canviaria amb el temps. Per exemple, la distància actual en aquest horitzó és d'uns 16.000 milions d'anys llum, la qual cosa significa que un senyal d'un esdeveniment que passés en el present pot, amb el temps, arribar-nos en el futur si l'esdeveniment és a menys de 16.000 milions d'anys llum.
És força comú que tant en articles de recerca professional com d'aficionats sovint s'utilitzi el terme univers referit a univers observable. Això es podria justificar amb la base del fet que no podem saber res per experimentació directa sobre cap part de l'univers que estigui desconnectat causalment de nosaltres, encara que moltes teories creïbles requereixen un univers total molt més gran que l'univers observable. No existeix cap evidència que suggereixi que la frontera de l'univers observable sigui la de l'univers com un tot, ni tampoc cap dels models cosmològics principals proposen que l'univers tingui cap frontera física, encara que alguns models proposen que podria ser finit però il·limitat, de manera anàloga a la superfície de dues dimensions d'una esfera que és finita en àrea però no té vores, però amb tres dimensions. És plausible que les galàxies dins del nostre univers observable representin només una minúscula fracció de les galàxies de l'univers. Segons la teoria de la inflació còsmica, si s'assumeix que la inflació començà a uns 10−37 segons després del big-bang, podem assumir com a plausible que la grandària de l'univers en aquell moment era igual a la velocitat de la llum multiplicada per l'edat que tenia, cosa que suggeriria que, en el present, la mida de l'univers sencer és almenys 1023 vegades més gran que la mida de l'univers observable.
Si l'univers és finit però il·limitat, és també possible que l'univers sigui més petit que l'univers observable. En aquest cas, el que prenem com a galàxies molt distants podrien ser, de fet, imatges duplicades de galàxies properes, formades per la llum que ha circumnavegat l'univers. És difícil de provar aquesta hipòtesi experimentalment perquè diferents imatges d'una mateixa galàxia mostrarien diferents estadis de la mateixa història de la galàxia i, per tant, podrien semblar força diferents. Bielewicz assegura que hom pot establir un límit inferior de 27,9 gigaparsecs (91.000 milions d'anys llum) en el diàmetre de la superfície de la radiació còsmica de fons (com que es tracta tan sols d'un límit inferior, deixa oberta la possibilitat que l'univers sigui molt més gran, fins i tot infinit). Aquest valor es basa en les dades analítiques obtingudes durant 7 anys de funcionament del WMAP, tot i que es tracta d'una aproximació que és discutida.

## Mida

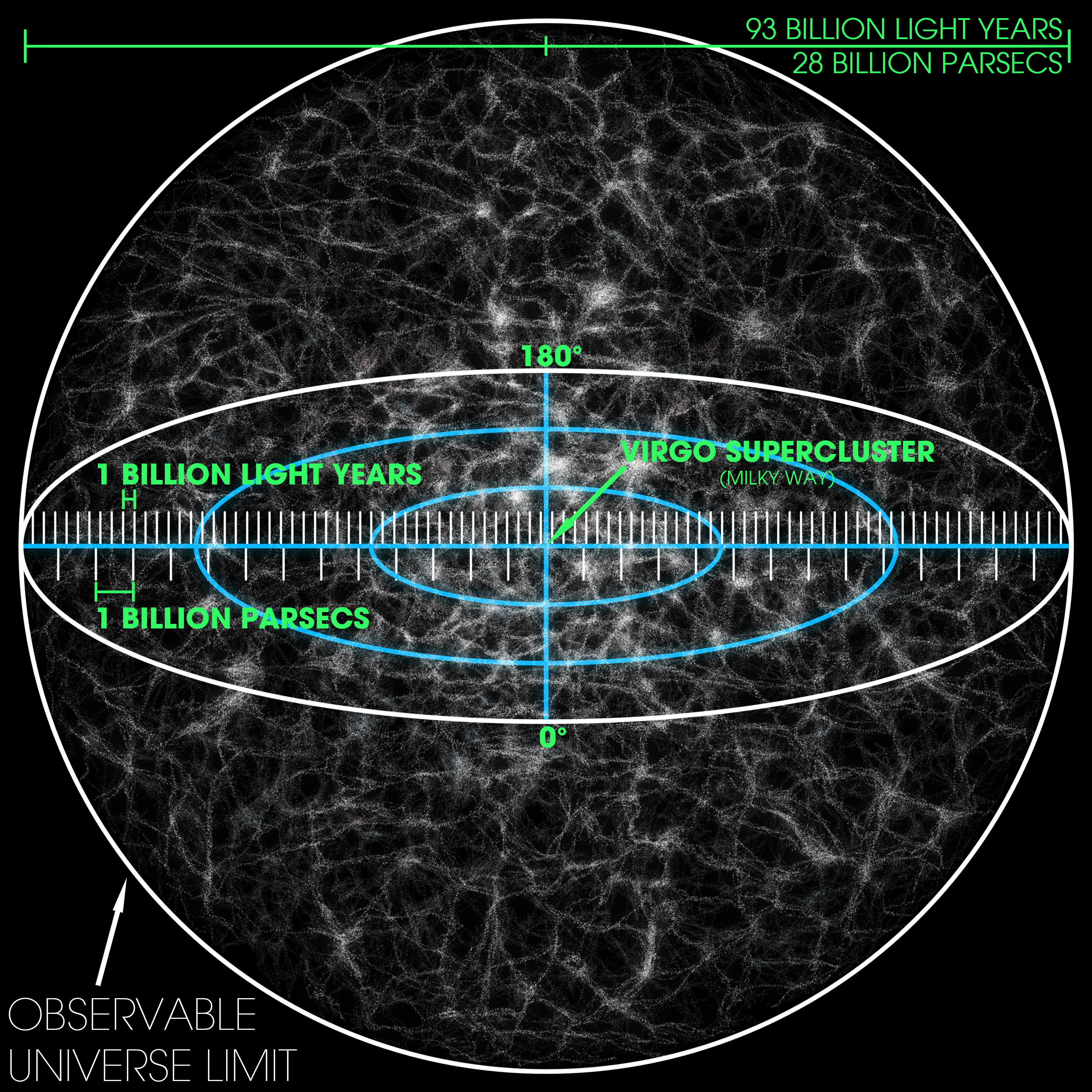
Visualització de l'univers observable en tres dimensions de 93.000 milions d'anys llum o 28.000 milions de parsec. L'escala és tal que els petits grans representen conjunts de gran nombre de supercúmuls. El cúmul de la Verge, on se situa la Via Làctia, està marcat al centre, però és massa petit per veure'l a la imatge.

La distància comòbil de la Terra a la fi de l'univers observable és d'uns 14 gigaparsecs (46.000 milions d'anys llum o 4,3 x 1026 metres) en qualsevol direcció. L'univers observable és, doncs, una esfera amb un diàmetre d'uns 29 gigaparsecs (93 Gal o 8,8 x 1026 metres). Assumint que l'espai és aproximadament pla, la mida correspon a un volum comòbil d'uns 1,3 x 104 GPC3 ( (4.1×10⁵ Gal3 o 3.5 ×1080m³)).
Les dades anteriors són distàncies actuals,en temps cosmològic, no distàncies del temps en què la llum fou emesa. Per exemple, el fons de radiació de microones que veiem ara fou emès en el temps de la dissociació del fotó, que s'estima que es produí fa uns 380.000 anys després del big-bang, la qual cosa ocorregué fa uns 13.800 milions d'anys. Aquesta radiació fou emesa per la matèria que, amb el pas del temps, s'ha condensat principalment en galàxies, i aquestes galàxies, actualment, es calcula que estan a uns 46.000 milions d'anys de nosaltres. Per estimar la distància de la matèria del temps en què la llum fou emesa, hauríem de, primer, tenir en compte, segons la mètrica de Friedmann–Lemaître–Robertson–Walker, que s'usa per a modelar l'univers en expansió, si en el temps actual rebem la llum amb un desplaçament cap al roig de z, llavors el factor d'escala del temps en què la llum fou emesa ve donat per l'equació següent:
{\displaystyle \!a(t)={\frac {1}{1+z}}}
Els estudis de la WMAP donen un desplaçament cap al roig de la dissociació del fotó de z=1091.64 ± 0.47, la qual cosa implica que el factor d'escala del temps de la dissociació del fotó seria de 1⁄1092,64. Per tant, si la matèria que originàriament emeté els fotons de la radiació còsmica de fons més antics té una distància actual de 46.000 milions d'anys llum, llavors, en el temps de la dissociació quan els fotons foren emesos, la distància hauria estat tan sols de 42 milions d'anys llum.

### Conceptes erronis
Algunes fonts han proporcionat un nombre considerable de dades incorrectes sobre la mida de l'univers observable. Algunes d'aquestes dades errònies es descriuen tot seguit:
13.800 milions d'anys llum
Com és àmpliament conegut que res no pot accelerar-se a velocitats iguals o superiors a la de la llum, hi ha l'error comú que el radi de l'univers observable ha de ser de 13.800 milions d'anys llum. Aquest raonament seria cert si la concepció estàtica i plana de l'espaitemps de Minkowski sota la relativitat especial fos correcta. En l'univers real, l'espaitemps és corb, de manera que s'adiu amb l'expansió de l'univers, com evidencia la llei de Hubble. Les distàncies obtingudes com a velocitat de la llum multiplicada per l'interval de temps cosmològic no té una significat físic directe.
15.800 milions d'anys llum
Aquesta xifra s'obté d'igual forma a la 13.800 milions d'anys llum, però començant per una edat errònia que fou publicada per la premsa a mitjans 2006.
78.000 milions d'anys llum
Al 2003, Cornish i el seu equip trobà aquest límit inferior per al diàmetre de tot l'univers (no sols la part observable), si postulem que l'univers és finit en mida a causa de tenir una topologia no banal, amb aquest límit inferior basat en la distància actual estimada entre punts que podem veure a ambdós costats de la radiació còsmica de fons. Si l'univers total és més petit que aquesta esfera, llavors la llum hagués tingut temps de circumnavegar-lo des del big-bang, produint múltiples imatges de punts distants en la radiació còsmica de fons, la qual cosa es mostraria com a patrons de cercles repetits. Cornish investigà escales fins a 24 gigaparsecs (78 Gal o 7,4×1026 m) i fracassà a trobar-lo; suggerí que si pogués estendre la seva recerca a totes les orientacions possibles, podria llavors poder excloure la possibilitat que vivim en un univers més petit de 24 Gpc de diàmetre. També estimaren que amb un soroll més baix i una major resolució dels mapes de radiació còsmica de fons podrien cercar cercles més petits i estendre el límit fins a ~28 Gpc. Aquesta estimcació del límit inferior màxim que pot establir-se en futures observacions correspon a un radi de gigaparsecs, o al voltant de 46.000 milions d'anys llum, aproximadament la mateixa quantitat que el radi de l'univers visible (el radi del qual està definit per l'esfera de radiació còsmica de fons). Una preimpressió del 2012 feta per la majoria d'autors de l'equip de Cornish va estendre l'actual límit inferior a un diàmetre del 98,5% del diàmetre de l'esfera de radiació còsmica de fons, sobre els 26 Gpc.

## Estructures a gran escala
Els estudis sobre el desplaçament cap al roig i la cartografia d'algunes dades de longitud d'ona de la radiació electromagnètica (en particular, l'emissió de 21 cm) ha proporcionat molta informació sobre el contingut i el caràcter de l'estructura de l'univers. L'organització de l'estructura sembla seguir un model jeràrquic amb organitzacions fins a l'escala de supercúmul o filaments galàctics. Sembla que estructures contínues més grans que aquestes no existirien, aquest fenomen se'l coneix com la fi de la grandesa.

### Barreres, filaments i buits

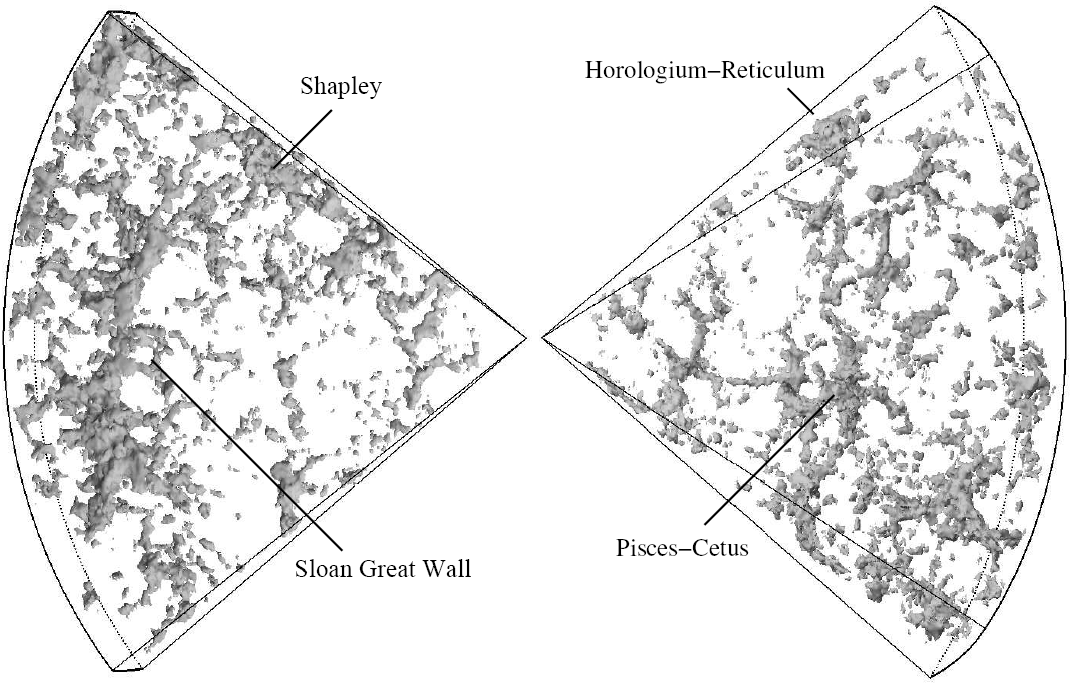
Reconstrucció del DTFE de les parts interior del 2dF Galaxy Redshift Survey (sondeig del desplaçament cap al roig de 2 graus)

L'organització de l'estructura començaria a nivell estel·lar, tot i que això és controvertit; la majoria dels cosmòlegs rarament dirigeixen l'astrofísica a aquesta escala. Les estrelles s'organitzen en galàxies, les quals s'organitzen en grups de galàxies, cúmuls de galàxies, supercúmuls, barreres i filaments, les quals estan separades per un immens buit, creant una vasta estructura semblant a l'escuma que a vegades s'anomena xarxa còsmica. Abans del 1989, s'assumia que cúmuls de galàxies virialitzats eren les estructures més grans que existien, i que estaven distribuïts més o menys uniformement en l'univers en totes les direccions. No obstant això, basant-se en les dades de l'estudi sobre el desplaçament cap al roig, el 1989 Margaret Geller i John Huchra descobriren la Gran Barrera CfA2, una agrupació de galàxies de més de 500 milions d'anys llum de llarg i 200 milions d'ample, però només 15 milions de gruix. L'existència d'aquesta estructura no fou descoberta durant gaire temps perquè calia localitzar la posició de les galàxies en tres dimensions, la qual cosa implica combinar la informació sobre la localització de les galàxies amb la informació sobre la distància del desplaçament cap al roig. Dos anys després, els astrònoms Roger G. Clowes i Luis E. Campusano descobriren el CQ Clowes-Campusano, un cúmul de quàsars que mesura dos mil milions d'anys llum en el seu punt més ample, i que fou l'estructura més gran de l'univers coneguda en el seu moment. A l'abril del 2003, una altra estructura a gran escala fou descoberta, la Gran Barrera Sloan. L'agost del 2007, es detectà un possible superbuit en la constel·lació d'Eridà. Coincideix amb el punt fred de la radiació còsmica de fons, una regió freda que és altament improbable d'acord amb els models cosmològics actuals. Aquest superbuit, el podria causar el punt fred, però per a causar això hauria de ser improbablement gran, possiblement mil milions d'anys llum de diàmetre.
Una alta estructura a gran escala és l'emissor Lyman-Alpha Himiko, un conjunt de galàxies i enormes bombolles de gas que mesura sobre els 200.000 milions d'anys.
En estudis més recents, l'univers apareix com un conjunt de buits en forma de bombolles gegants superats per barreres i filaments de galàxies, on apareixen els supercúmuls com nòduls ocasionals relativament densos. Aquesta xarxa és clarament visible en el 2dF Galaxy Redshift Survey. En la imatge, es mostra una reconstrucció tridimensional de la part interior de l'estudi, que revela una impressionant vista de les estructures còsmiques de l'univers proper. Alguns supercúmuls hi queden fora, com la gran barrera Sloan.
El 2011, un cúmul de quàsars fou descobert, U1.11, que mesura sobre els 2.500 milions d'anys. L'11 de juny del 2013, un altre cúmul de quàsars fou descobert, l'Enorme-CQ que, amb 4.000 milions d'anys llum, fou considerat com l'estructura més gran de l'univers fins aquell moment. Al novembre del 2013, es descobrí la Gran Barrera d'Hèrcules-Corona Boreal, una estructura el doble de gran que l'anterior. Es definí gràcies a cartografiar esclats de raigs gamma.

### Fi de la grandesa
La fi de la grandesa és una escala observacional d'aproximadament 100 Mpc (uns 300 milions d'anys llum) en què la granulació vista en les estructures a gran escala de l'univers està homogeneïtzada i isotropitzada en concordança amb el principi cosmològic. En aquesta escala, no hi ha cap fractalitat pseudoaleatòria aparent.
Els supercúmuls i filaments que es poden veure en estudis més petits són aleatoris fins al punt que la distribució de la uniformitat de l'univers és aparent visualment. No fou fins que es completà l'estudi de desplaçament cap al roig als anys 90 que es pogué observar acuradament.

### Observacions

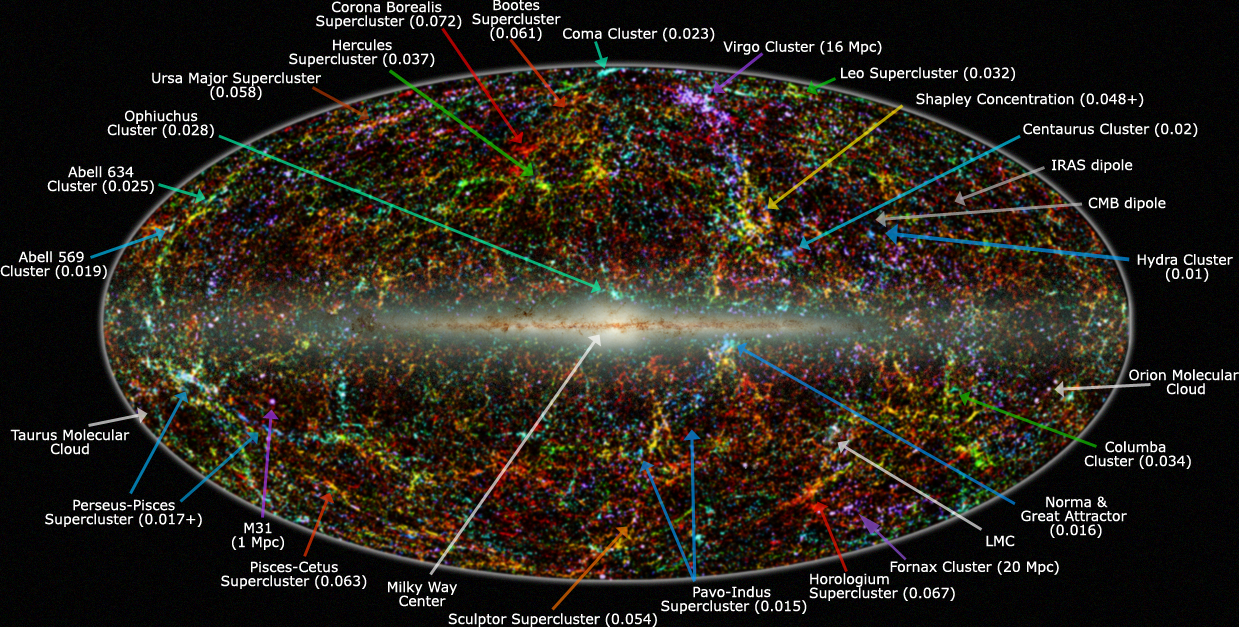
La vista panoràmica del tot el cel en prop infraroig revela la distribució de les galàxies més enllà de la Via Làctia. La imatge deriva de la 2MASS Extended Source Catalog (XSC) —més d'1,5 milions de galàxies, i el Point Source Catalog (PSC)--, prop de 500 milions d'estrelles a la Via Làctia. Les galàxies presenten un codi de color segons el desplaçament cap al roig obtingut a partir dels estudis d'UGC, CfA, Tully NBGC, LCRS, 2dF, 6dFGS, i l'SDSS (i de diverses observacions compilades per NASA Extragalactic Database), o deduïdes fotomètricament de la banda K (2,2 um). El blau són les fonts més properes a (z < 0.01); els verds són de distàncies moderades (0.01 < z < 0.04) i el vermell són les fonts més distants que resol el 2MASS (0.04 < z < 0.1). El mapa es projecta amb una àrea igual a Aitoff al sistema galàctic (centre de la Via Làctia).

Un altre indicador d'estructura a gran escala és el bosc de Lyman-Alpha. Es tracta d'un conjunt de línies d'absorció que apareixen en l'espectre de llum de quàsars, les quals s'interpreten com a indicadors de l'existència d'enormes làmines de gas intergalàctiques (principalment hidrogen). Sembla que aquestes làmines estiguin associades a la formació de noves galàxies.
Això no obstant, cal precaució en descriure estructures a una escala còsmica perquè les coses són sovint diferents del que semblen. Una lent gravitatòria (curvatura de la llum per la gravetat) pot fer que una imatge sembli originar-se en una direcció diferent de la font real. Això succeeix quan objectes de fons (com galàxies) corben l'espaitemps (com prediu la relativitat general), i desvien els raigs de llum. Una lent gravitatòria forta pot, a vegades, ampliar galàxies distants, fent-les més fàcil de detectar. Una lent gravitatòria feble (tall gravitacional) també canvia subtilment les estructures a gran escala. Fins al 2004, les mesures sobre aquest tall subtil es mostraren com a prometedors tests de models cosmològics.
Les estructures a gran escala de l'univers també es mostren diferents si només s'usa el desplaçament cap al roig per a mesurar les distàncies a les galàxies. Per exemple, un cúmul de galàxies atreu les galàxies qui hi ha al darrere i, per tant, cauen cap al cúmul, per la qual cosa estan lleugerament desviades cap al blau (comparades amb com serien si no hi hagués cap cúmul) i a la cara més propera estan una mica desviades cap al roig. Per tant, el cúmul sembla una mica aixafat si utilitzem el desplaçament cap al roig per a mesurar la distància. L'efecte oposat succeeix en galàxies que es troben dins d'un cúmul: les galàxies tenen un cert moviment aleatori al voltant del centre del cúmul, i quan aquests moviments aleatoris en converteixen en desplaçaments cap al roig, el cúmul apareix allargat. Aquest fet crea un 'dit de Déu' —la il·lusió d'una cadena llarga de galàxies apuntant a la Terra.

### Cosmografia del nostre veïnatge còsmic
Al centre del supercúmul Hidra-Centaure, una anomalia gravitatòria anomenada el Gran Atractor afecta el moviment de les galàxies sobre una regió de milions d'anys llum. Aquestes galàxies estan totes desplaçades cap al roig, segons la llei de Hubble. Això indica que retrocedeixen de nosaltres i entre si, però les variacions en el seu desplaçament cap al roig són prou com per a revelar l'existència d'una concentració de massa equivalent a desenes de milers de galàxies.
El Gran Atractor, descobert el 1986, es troba a una distància d'entre 150 i 250 milions d'anys llum (250 milions d'anys és l'estimació més recent), en la direcció de les constel·lacions d'Hidra Femella i Centaure. En el seu veïnatge, hi ha una preponderància de grans galàxies velles, moltes de les quals xoquen amb les seves veïnes, i/o irradien grans quantitats d'ones.
El 1987, l'astrònom R. Brent Tully de l'institut d'astronomia de la Universitat de Hawaii identificà el que anomenaren complex de supercúmuls Peixos-Balena, una estructura de mil milions d'anys llum de llarg i 150 milions d'anys llum d'ample en què el supercúmul estava absorbit.

## Massa de la matèria ordinària
La massa de l'univers sovint es postula en 1050 tones o 1053 kg. En aquest context, la massa es refereix a la matèria ordinària i inclou el medi interestel·lar i el medi intergalàctic. No obstant això, se n'exclou la matèria fosca i l'energia fosca. Tres càlculs sostenen aquestes dades de massa de la matèria ordinària en l'univers: estimacions basades en la densitat crítica, extrapolacions del nombre d'estrelles, i estimacions basades en l'estadi estacionari. Els càlculs, òbviament, assumeixen un univers finit.

### Estimacions basades en la densitat crítica
La densitat crítica és la densitat d'energia en què l'expansió de l'univers està en equilibri entre l'expansió contínua i el col·lapse. Observacions del fons còsmic de microones de la Wilkinson Microwave Anisotropy Probe suggereixen que la curvatura espacial de l'univers és molt propera a zero, la qual cosa en els actuals models cosmològics implica que el valor del paràmetre de densitat ha de ser molt proper a un valor de densitat crític. En aquest cas, el càlcul per a la densitat crítica {\displaystyle \rho _{c}}, és:
{\displaystyle \rho _{c}={\frac {3H_{0}^{2}}{8\pi G}}}
en què G és la constant de la gravitació. Des del telescopi Planck de l'agència espacial europea resulta que: {\displaystyle H_{0}}, és 67,15 quilòmetres per segon per megaparsec. Això dona una densitat crítica de 0,85×10−26 kg/m3 (normalment coneguda com a 5 àtoms/m³ d'hidrogen). Aquesta densitat inclou quatre tipus d'energia/massa significatius: matèria ordinària (4,8%), neutrins (0,1%), matèria fosca freda (26,8%), i energia fosca (68,3%). S'ha de fer notar que encara que els neutrins es defineixen com a partícules com electrons, estan llistats separadament perquè són difícils de detectar i són diferents de la matèria ordinària. Per tant, la densitat de la matèria ordinària és el 4,8% de la densitat crítica total calculada o 4,08×10−28 kg/m3.
Per convertir aquesta densitat en massa, hem de multiplicar-la pel volum, un valor basat en el radi de l'univers observable. Com que l'univers s'ha estat expandint durant 13.700 milions d'anys, la distància comòbil (radi) actualment és d'uns 46.600 milions d'anys. Per tant, el volum (4/3 π r3) és igual a 3,58×1080 m3 i la massa de la matèria ordinària iguala la densitat (4,08×10−28 kg/m3) vegades volum (3,58×1080 m3) o 1,46×1053 kg.

### Extrapolació del nombre d'estrelles
Actualment, no hi ha manera de saber amb exactitud el nombre d'estrelles, però de les dades conegudes, es pot deduir que hi ha entre 1022 i 1024.
Una forma de corroborar aquest interval és estimar el nombre de galàxies i multiplicar-lo pel nombre d'estrelles que hi ha de mitjana en una galàxia. L'àrea d'aquest espai és de 3,4 minuts d'arc a cada banda. Com a comparació, caldrien unes 50 d'aquestes imatges per a cobrir la lluna plena. Si es considera aquesta àrea com a representativa de tot el cel, hi hauria llavors sobre els 100.000 milions de galàxies en l'univers. El 2012, els científics del Hubble produïren la imatge Hubble Extreme Deep Field que mostrava una quantitat una mica major de galàxies en una àrea comparable. No obstant això, per a comptar el nombre d'estrelles basant-se en aquestes imatges, calen assumpcions addicionals: el percentatge tant de grans galàxies com de galàxies nanes; i el nombre mitjà d'estrelles de cada una. Llavors, una opció raonable és assumir un terme mitjà de 100.000 milions de galàxies, la qual cosa donaria 10 22 estrelles.
A més, necessitaríem la massa mitjana de les estrelles, la qual es pot calcular amb la distribució d'estrelles de la Via Làctia. A la Via Làctia, si un gran nombre d'estrelles es compten per la classe espectral, 73% són estrelles de classe M, que només contenen un 30% de la massa solar. Considerant la massa i el nombre d'estrelles de cada classe espectral, les estrelles tindrien una mitjana del 51,5% de la massa solar. La massa solar és de 2×1030 kg, per tant, un nombre raonable per a la d'una estrella mitjana de l'Univers seria de 10³⁰ kg. Llavors, la massa de totes les estrelles iguala el nombre d'estrelles, 1022 vegades una massa mitjana d'una estrella (10³⁰ kg) o 1052 kg.
El càlcul següent s'ajusta al medi interestel·lar i el medi intergalàctic. El medi interestel·lar és el material entre les estrelles: gas (majoritàriament hidrogen) i pols, i el medi intergalàctic majoritàriament hidrogen. La matèria ordinària (protons, neutrons i electrons) existeix en els dos medis així com en les estrelles. El percentatge de cada part és: estrelles - 5,9%, medi interestel·lar – 1,7%, i medi intergalàctic - 92,4%.
En conseqüència, per extrapolar la massa de l'univers de la massa de les estrelles, es divideix la massa calculada per les estrelles 1052 kg entre 5,9%. El resultat n'és 1,7×1053 kg per a tota la matèria ordinària.

### Estimacions basades en un univers en estat estacionari
Fred Hoyle calculà la massa d'un univers observable en estat estacionari usant la fórmula:
{\displaystyle {\frac {4}{3}}\pi \rho \left({\frac {c}{H}}\right)^{3}}
que també es pot expressar com
{\displaystyle {\frac {c^{3}}{2GH}}\ }
en què H = constant de Hubble, ρ = valor de Hoyle per la densitat, G = constant de la gravitació, i c = velocitat de la llum.
Aquest càlcul dona aproximadament 0,92×1053 kg; això no obstant, representa tota l'energia/matèria i està basat en el volum de Hubble (el volum d'una esfera amb un radi igual a la longitud de Hubble d'uns 13.700 milions d'anys llum). El càlcul de la densitat crítica anterior es basa en el radi de distància comòbil de 46.600 milions d'anys. Per tant, el resultat de l'equació de Hoyle massa/energia s'hauria d'ajustar per l'increment de volum. El radi de distància comòbil hi dona un volum unes 39 vegades superior (46,7 al cub dividit per 13,7 al cub). No obstant això, com s'incrementa el volum, la matèria ordinària i la matèria fosca no s'incrementen; només l'energia fosca incrementa el seu volum. Per tant, assumint que l'energia ordinària i l'energia fosca són el 27,9% del total de la massa/energia, i l'energia fosca és el 72,1%, el càlcul de la quantitat total de massa/energia de l'estat estacionari seria: massa de la matèria ordinària i la matèria fosca (27,9% vegades 0,92×1053 kg) més la massa de l'energia fosca ((72,1% vegades 0,92×1053 kg) vegades el volum incrementat (39)). Això és: 2,61×1054 kg. Com s'indica abans, en el mètode de la densitat crítica, la matèria ordinària és 4,8% de tota l'energia/matèria. Si el resultat de Hoyle es multiplica per aquest percentatge, el resultat de la matèria ordinària és 1,25×1053 kg.

### Comparació de resultats
Si es comparen els tres càlculs independents, s'obtenen resultats raonablement propers: 1,46×1053 kg, 1,7×1053 kg, i 1,25×1053 kg. La mitjana n'és 1,47×1053 kg.
Les assumpcions clau usant l'extrapolació del mètode de la massa estel·lar era un nombre d'estrelles de 1022 i el percentatge de matèria ordinària en estrelles de 5,9%. Les assumpcions claus en el mètode de densitat crítica eren el radi de la distància comòbil de l'univers (46.600 milions d'anys llum) i el percentatge de matèria ordinària en tota la matèria (4,8%). Les assumpcions clau usant el mètode de l'estat estacionari de Hoyle eren el radi de distància comòbil i el percentatge d'energia fosca en tota la massa (72,1%). Tant el mètode de la densitat crítica com el de l'estat estacionari de Hoyle usen la constant de Hubble (67.15 km/s/Mpc).

## Contingut de la matèria — nombre d'àtoms
Assumint que la massa de la matèria ordinària és d'uns 1,47×1053 kg (referència a la secció anterior) i que tots els àtoms són àtoms d'hidrogen (en realitat, representen al voltant del 74% de tots els àtoms en la nostra galàxia en massa). Es divideix la massa de la matèria ordinària per la massa d'un àtom d'hidrogen (1,47×1053 kg dividit per 1,67×10−27 kg). El resultat dona uns 1080 àtoms d'hidrogen.

## Els objectes més distants
L'objecte astronòmic més distant fins al gener del 2011 és la protogalàxia UDFj-39546284. El 2009, un gran esclat de raigs gamma, GRB 090423, es trobà que tenia un desplaçament cap al roig de 8,2, la qual cosa indica que l'estrella que el produí explotà quan l'univers tan sols tenia 630 milions d'anys. L'esclat succeí aproximadament fa 13.000 milions d'anys; per tant, una distància d'uns 13.000 milions d'anys llum s'ha donat com a objectes més distants (a vegades, s'ha precisat fins als 13.035 milions d'anys llum), encara que això seria la distància que la llum ha recorregut. La distància pròpia per a un desplaçament cap al roig de 8,2 seria d'uns 9,2 gigaparsec, o prop de 30.000 milions d'anys llum. Un altre objecte molt llunyà i localitzat més enllà d'Abell 2218 és una galàxia, també amb una distància recorreguda per la llum de 13.000 milions d'anys llum, amb observacions del telescopi Hubble i presenta un desplaçament cap al roig de 6,6 i 7,1 i observacions dels telescopis Keck indiquen un desplaçament cap al roig de prop de 7. La llum de la galàxia que ara observem des de la Terra va començar el seu viatge uns 750 milions d'anys després del big-bang.

## Horitzons
El límit de l'observabilitat del nostre univers es basa en un conjunt d'horitzons cosmològics que limiten, basant-se en diverses restriccions físiques, l'extensió sobre la qual podem obtenir informació sobre els esdeveniments de l'univers. L'horitzó més famós és l'horitzó de la partícula que posa un límit a la distància exacta que podem veure a causa de l'edat de l'univers finit. Altres horitzons s'associen amb la possible extensió futura de les observacions (més gran que l'horitzó de la partícula deguda a l'expansió de l'espai), un horitzó òptic en la radiació còsmica de fons, i els horitzons associats amb la radiació còsmica de fons de neutrins i les ones gravitatòries de fons.